# NGC 6262
NGC 6262 est une petite galaxie lenticulaire située dans la constellation du Dragon. Sa vitesse par rapport au fond diffus cosmologique est de 3 259 ± 58 km/s, ce qui correspond à une distance de Hubble de 48,1 ± 3,5 Mpc (∼157 millions d'al). NGC 6262 a été découverte par l'astronome américain Lewis Swift en 1886.